# Nozeroy
Nozeroy est une commune française située dans le département du Jura, dans la région culturelle et historique de Franche-Comté et la région administrative Bourgogne-Franche-Comté. 
Elle fait partie de la communauté de communes Champagnole Nozeroy Jura.

## Géographie
La commune est longée à l'ouest par la Serpentine.

### Climat
Pour des articles plus généraux, voir Climat de la Bourgogne-Franche-Comté et Climat du département du Jura.
En 2010, le climat de la commune est de type climat de montagne, selon une étude du Centre national de la recherche scientifique s'appuyant sur une série de données couvrant la période 1971-2000. En 2020, Météo-France publie une typologie des climats de la France métropolitaine dans laquelle la commune est exposée à un climat de montagne ou de marges de montagne et est dans la région climatique  Jura, caractérisée par une forte pluviométrie en toutes saisons (1 000 à 1 500 mm/an), des hivers rigoureux et un ensoleillement médiocre. 
Pour la période 1971-2000, la température annuelle moyenne est de 8,1 °C, avec une amplitude thermique annuelle de 16,7 °C. Le cumul annuel moyen de précipitations est de 1 657 mm, avec 13,8 jours de précipitations en janvier et 10,6 jours en juillet. Pour la période 1991-2020, la température moyenne annuelle observée sur la station météorologique de Météo-France la plus proche, « Cerniébaud », sur la commune de Cerniébaud à 7 km à vol d'oiseau, est de 7,9 °C et le cumul annuel moyen de précipitations est de 1 786,6 mm. 
La température maximale relevée sur cette station est de 35 °C, atteinte le 25 juillet 2019 ; la température minimale est de −26,5 °C, atteinte le 12 janvier 1987,,. 
Les paramètres climatiques de la commune ont été estimés pour le milieu du siècle (2041-2070) selon différents scénarios d'émission de gaz à effet de serre à partir des nouvelles projections climatiques de référence DRIAS-2020. Ils sont consultables sur un site dédié publié par Météo-France en novembre 2022.

## Urbanisme

### Typologie
Au 1er janvier 2024, Nozeroy est catégorisée commune rurale à habitat dispersé, selon la nouvelle grille communale de densité à sept niveaux définie par l'Insee en 2022.
Elle est située hors unité urbaine et hors attraction des villes,.

### Occupation des sols
L'occupation des sols de la commune, telle qu'elle ressort de la base de données européenne d’occupation biophysique des sols Corine Land Cover (CLC), est marquée par l'importance des territoires agricoles (78,4 % en 2018), une proportion sensiblement équivalente à celle de 1990 (78 %). La répartition détaillée en 2018 est la suivante : 
prairies (51 %), zones agricoles hétérogènes (27,4 %), forêts (14,8 %), zones urbanisées (6,8 %). L'évolution de l’occupation des sols de la commune et de ses infrastructures peut être observée sur les différentes représentations cartographiques du territoire : la carte de Cassini (XVIIIe siècle), la carte d'état-major (1820-1866) et les cartes ou photos aériennes de l'IGN pour la période actuelle (1950 à aujourd'hui).

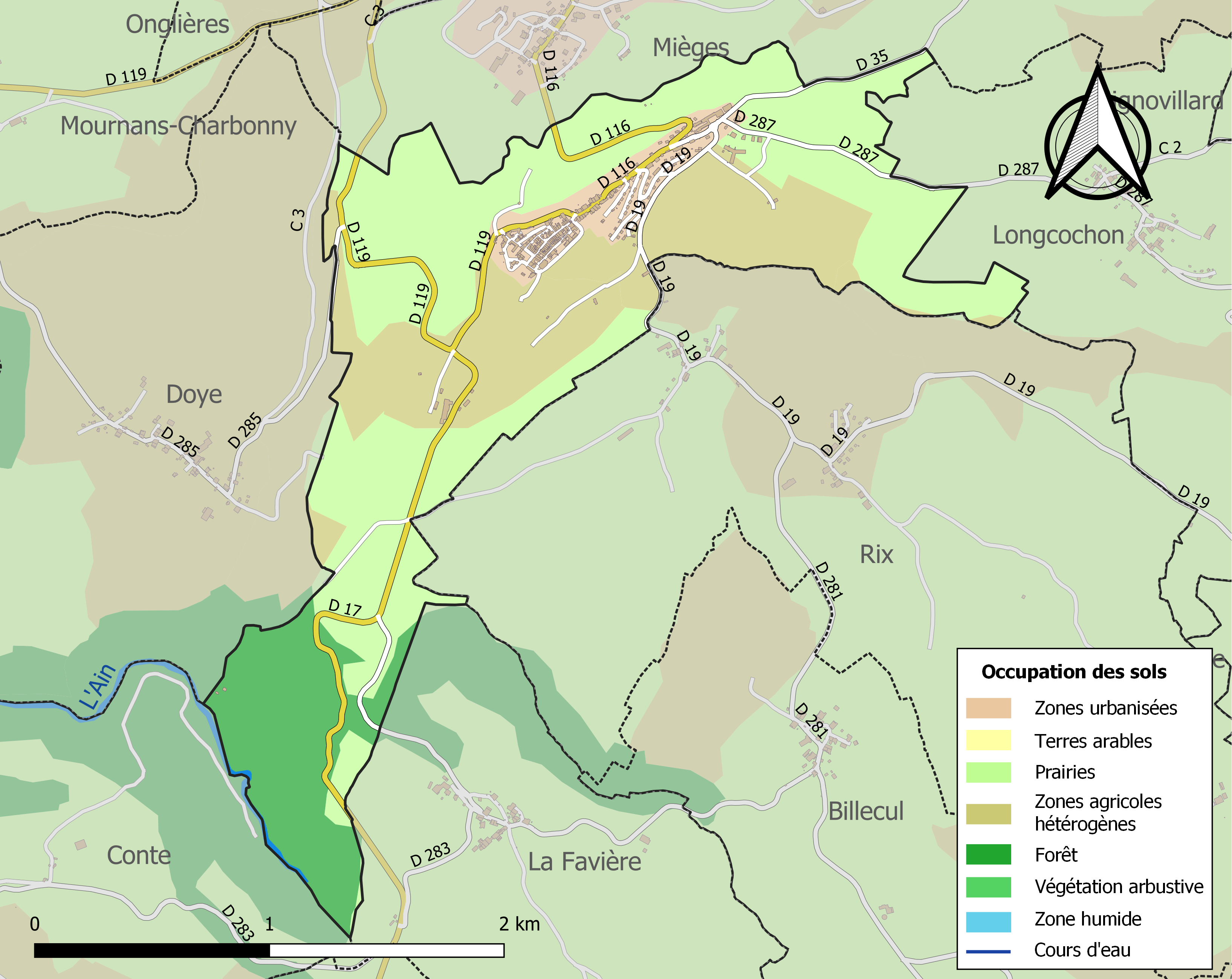
Carte des infrastructures et de l'occupation des sols de la commune en 2018 (CLC).

## Toponymie
Appelée encore Nozeret jusqu′au XVIIIᵉ siècle (Nozerethum par Gilbert Cousin), son nom désigne un lieu planté de noyers, ou de noisetiers.

## Histoire
Le puissant et richissime seigneur Jean Ier de Chalon choisit un site de hauteur, défendable à proximité de la route du sel, qui de Salins à Jougne permet les échanges commerciaux et culturels entre le duché de Bourgogne et la Suisse et au-delà entre la Flandre et l'Italie. Jean de Chalon crée alors en 1262 au centre de son domaine jurassien, une forteresse d'où est conduite sa politique et sont administrés ses biens : le château de Nozeroy et sa ville fortifiée.

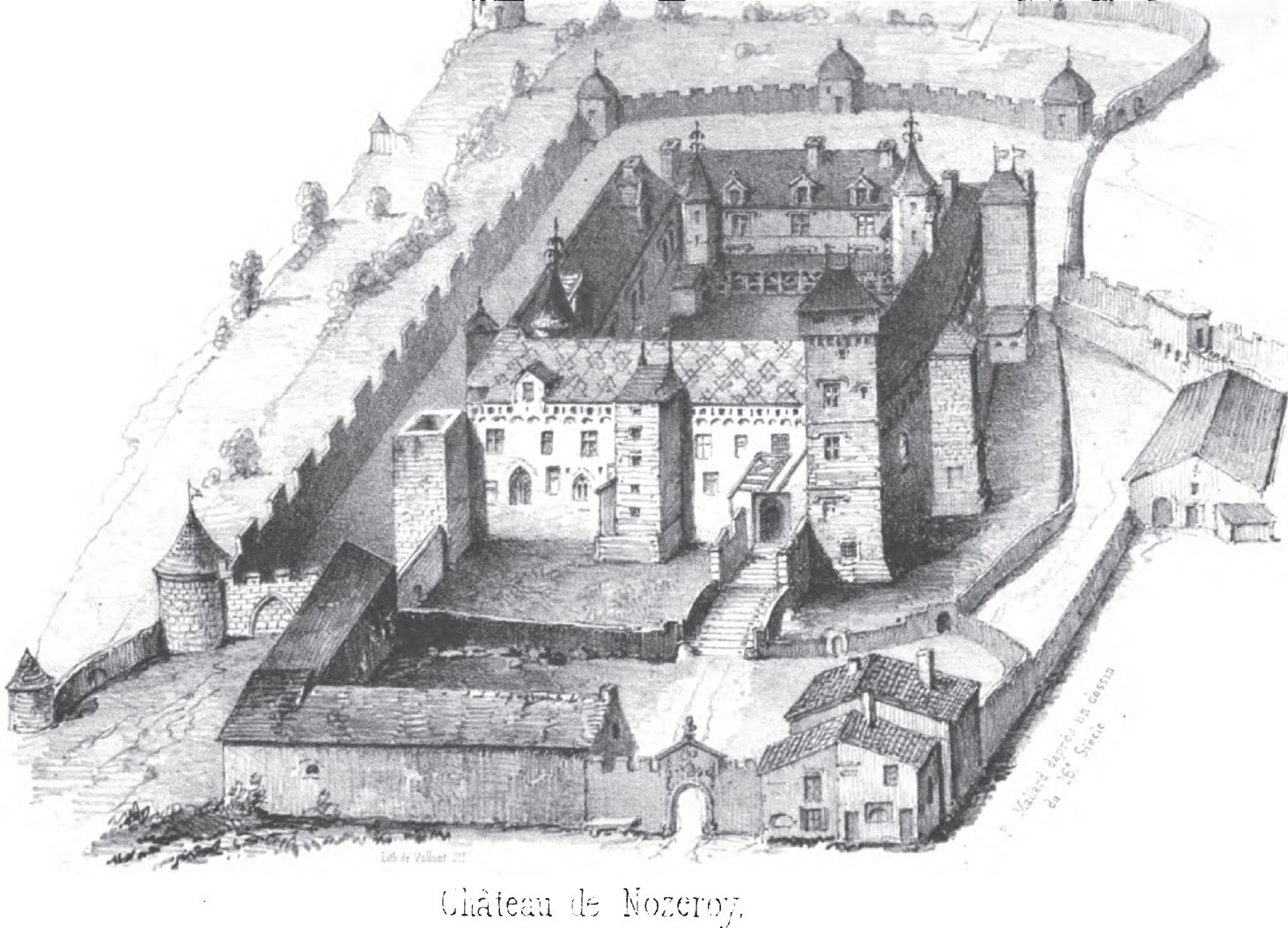
Gravure de 1840 du palais de Nozeroy du XVe siècle, alors surnommé « perle du Jura ».

Il était l'une des résidences privilégiées des Chalon, Princes d'Orange.
Magnifiant sa ville natale, l'humaniste et théologien franc-comtois Gilbert Cousin, qui fut secrétaire d'Érasme et était issu d'une famille originaire de Nozeroy remontant à Guillaume Cousin, écrivait dans sa Description de la Franche-Comté : « Il n'y a rien pour moi de plus charmant et de plus illustre que ma patrie. Vous n'avez guère vu de situation plus remarquable et plus agréable que celle de cette ville. Posée sur une colline élevée et aérienne..., elle n'est pas bien grande... Mais... elle l'emporte sur les plus grandes villes de Bourgogne ».

### Héraldique
|  | Les armes de la commune se blasonnent ainsi : De gueules à la bande d'or, au sapin arraché de sinople brochant sur le tout, à l'ours au naturel rampant à senestre sur le fût de l'arbre. |

## Politique et administration

### Liste des maires
| Période                                  | Période  | Identité          | Étiquette | Qualité                                                                               |
| ---------------------------------------- | -------- | ----------------- | --------- | ------------------------------------------------------------------------------------- |
| Les données manquantes sont à compléter. |          |                   |           |                                                                                       |
| ?                                        | ?        | Henri Miélot      |           | Nommé membre du Conseil départemental en 1943                                         |
|                                          |          |                   |           |                                                                                       |
| avant 1995                               | ?        | Joël Bourgeois    |           |                                                                                       |
|                                          |          |                   |           |                                                                                       |
| 4 avril 2014                             | En cours | Dominique Chauvin | DVD       | Agriculteur suppléant au Conseil départemental (canton de Saint-Laurent-en-Grandvaux) |

## Démographie
L'évolution du nombre d'habitants est connue à travers les recensements de la population effectués dans la commune depuis 1793. Pour les communes de moins de 10 000 habitants, une enquête de recensement portant sur toute la population est réalisée tous les cinq ans, les populations de référence des années intermédiaires étant quant à elles estimées par interpolation ou extrapolation. Pour la commune, le premier recensement exhaustif entrant dans le cadre du nouveau dispositif a été réalisé en 2005.

En 2022, la commune comptait 396 habitants, en évolution de −9,17 % par rapport à 2016 (Jura : −0,81 %, France hors Mayotte : +2,11 %).
| 1793 | 1800 | 1806 | 1821 | 1831 | 1836 | 1841 | 1846 | 1851 |
| ---- | ---- | ---- | ---- | ---- | ---- | ---- | ---- | ---- |
| 825  | 744  | 836  | 696  | 791  | 808  | 929  | 979  | 921  |

| 1856 | 1861 | 1866 | 1872 | 1876 | 1881 | 1886 | 1891 | 1896 |
| ---- | ---- | ---- | ---- | ---- | ---- | ---- | ---- | ---- |
| 885  | 854  | 885  | 823  | 864  | 838  | 815  | 649  | 751  |

| 1901 | 1906 | 1911 | 1921 | 1926 | 1931 | 1936 | 1946 | 1954 |
| ---- | ---- | ---- | ---- | ---- | ---- | ---- | ---- | ---- |
| 695  | 662  | 553  | 463  | 457  | 450  | 462  | 468  | 446  |

| 1962 | 1968 | 1975 | 1982 | 1990 | 1999 | 2005 | 2006 | 2010 |
| ---- | ---- | ---- | ---- | ---- | ---- | ---- | ---- | ---- |
| 433  | 416  | 431  | 429  | 416  | 422  | 398  | 395  | 417  |

| 2015 | 2020 | 2022 | - | - | - | - | - | - |
| ---- | ---- | ---- | - | - | - | - | - | - |
| 437  | 394  | 396  | - | - | - | - | - | - |

## Activités
On y trouve un EHPAD, deux écoles primaires, une gendarmerie, une perception, des artisans et de nombreux petits commerces. La gare TGV de Frasne est à 14 km.
Le collège Gilbert-Cousin accueille 173 élèves dans 8 classes. Il offre notamment un pôle allemand et bilingue allemand/anglais pour tous les élèves dès la classe de 6e et une section sportive permettant la pratique des disciplines nordiques en partenariat avec le Comité départemental de ski du Jura et le Ski-Club du Plateau de Nozeroy.

## Culture locale et patrimoine

### Lieux et monuments
Nozeroy est labellisée Cité de Caractère de Bourgogne-Franche-Comté.

### Voies
| 31 odonymes recensés à Nozeroy au 30 novembre 2013            | 31 odonymes recensés à Nozeroy au 30 novembre 2013 | 31 odonymes recensés à Nozeroy au 30 novembre 2013 | 31 odonymes recensés à Nozeroy au 30 novembre 2013 | 31 odonymes recensés à Nozeroy au 30 novembre 2013 | 31 odonymes recensés à Nozeroy au 30 novembre 2013 | 31 odonymes recensés à Nozeroy au 30 novembre 2013 | 31 odonymes recensés à Nozeroy au 30 novembre 2013 | 31 odonymes recensés à Nozeroy au 30 novembre 2013 | 31 odonymes recensés à Nozeroy au 30 novembre 2013 | 31 odonymes recensés à Nozeroy au 30 novembre 2013 | 31 odonymes recensés à Nozeroy au 30 novembre 2013 | 31 odonymes recensés à Nozeroy au 30 novembre 2013 | 31 odonymes recensés à Nozeroy au 30 novembre 2013 | 31 odonymes recensés à Nozeroy au 30 novembre 2013 | 31 odonymes recensés à Nozeroy au 30 novembre 2013 |
| Allée                                                         | Avenue                                             | Bld                                                | Chemin                                             | Cours                                              | Impasse                                            | Montée                                             | Passage                                            | Place                                              | Quai                                               | Rd-point                                           | Route                                              | Rue                                                | Square                                             | Autres                                             | Total                                              |
| ------------------------------------------------------------- | -------------------------------------------------- | -------------------------------------------------- | -------------------------------------------------- | -------------------------------------------------- | -------------------------------------------------- | -------------------------------------------------- | -------------------------------------------------- | -------------------------------------------------- | -------------------------------------------------- | -------------------------------------------------- | -------------------------------------------------- | -------------------------------------------------- | -------------------------------------------------- | -------------------------------------------------- | -------------------------------------------------- |
| 0                                                             | 0                                                  | 0                                                  | 1                                                  | 0                                                  | 1                                                  | 0                                                  | 0                                                  | 3                                                  | 0                                                  | 0                                                  | 3                                                  | 17                                                 | 0                                                  | 6                                                  | 31                                                 |
| Notes « N »                                                   |                                                    |                                                    |                                                    |                                                    |                                                    |                                                    |                                                    |                                                    |                                                    |                                                    |                                                    |                                                    |                                                    |                                                    |                                                    |
| Sources : rue-ville.info & OpenStreetMap & FNACA-GAJE du Jura |                                                    |                                                    |                                                    |                                                    |                                                    |                                                    |                                                    |                                                    |                                                    |                                                    |                                                    |                                                    |                                                    |                                                    |                                                    |

### Édifices
- Château de Nozeroy, rasé et en ruine, ancien luxueux palais en ruine du XVe siècle (surnommé à l'époque la « perle du Jura »), construit sur un château fort du XIIIe siècle, résidence principale des seigneurs et princes de la Maison de Chalon-Arlay.
- Collégiale Saint-Antoine de Nozeroy, fondée par le prince Jean III de Chalon-Arlay au XVe siècle.
- La Porte de l'horloge a été restaurée en 2008.
- L'ancienne gare, actuellement utilisée pour des services du département. Elle était située sur la ligne des Chemins de fer vicinaux du Jura, de Champagnole à Boujailles jusqu'au 1er mai 1949.
- De nombreux monuments dont certains sont inscrits à l'inventaire supplémentaire des Monuments historiques[18],[19],[20],[21] sont à découvrir en suivant le sentier d'interprétation : les vestiges des remparts, les portes (porte de Nods et Tour de l'Horloge), les ruines du château, la collégiale Saint-Antoine...

### Galerie

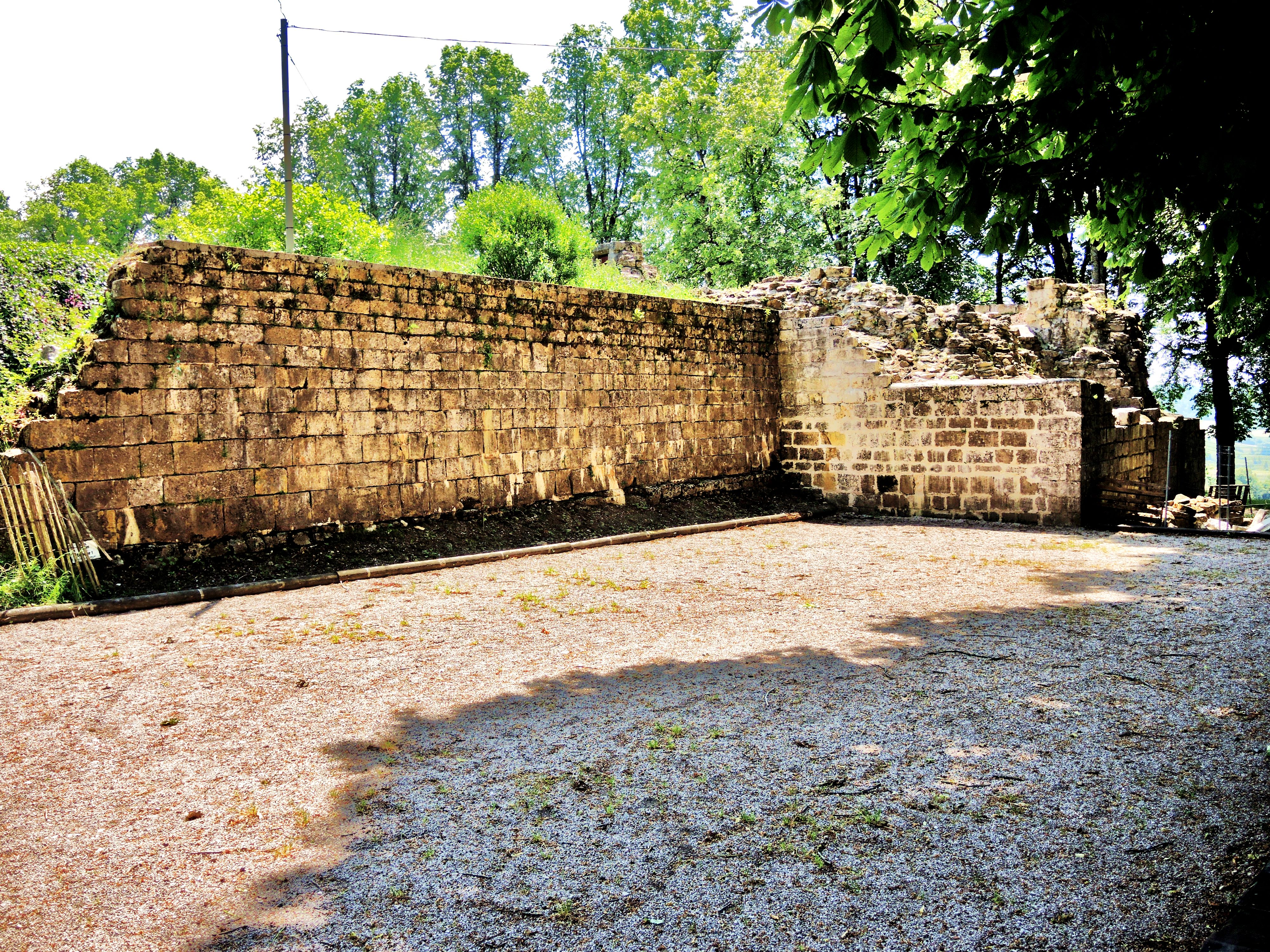
Restes du rempart Ouest de l'ancien château.
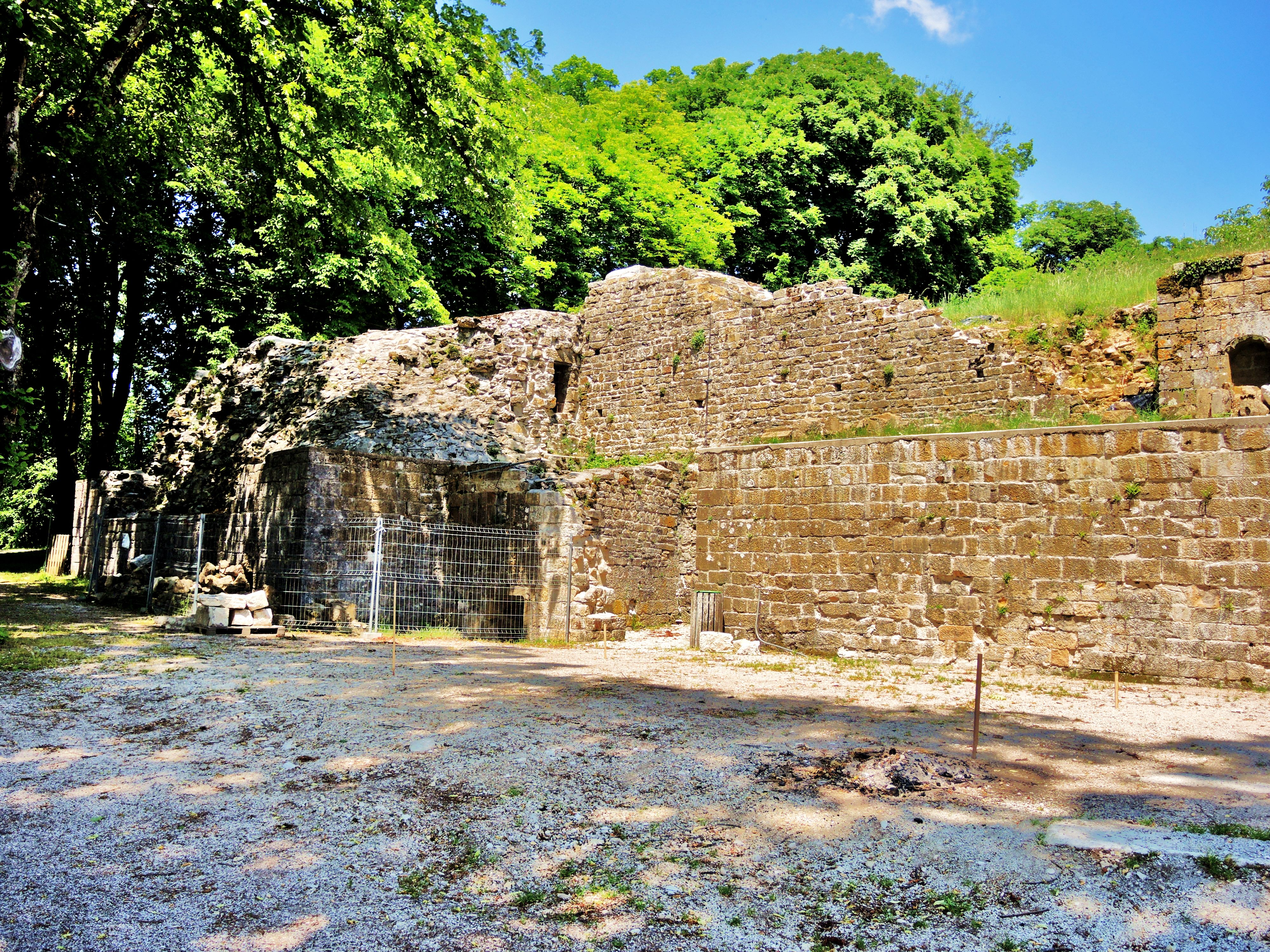
Restes du rempart Sud de l'ancien château de Nozeroy.
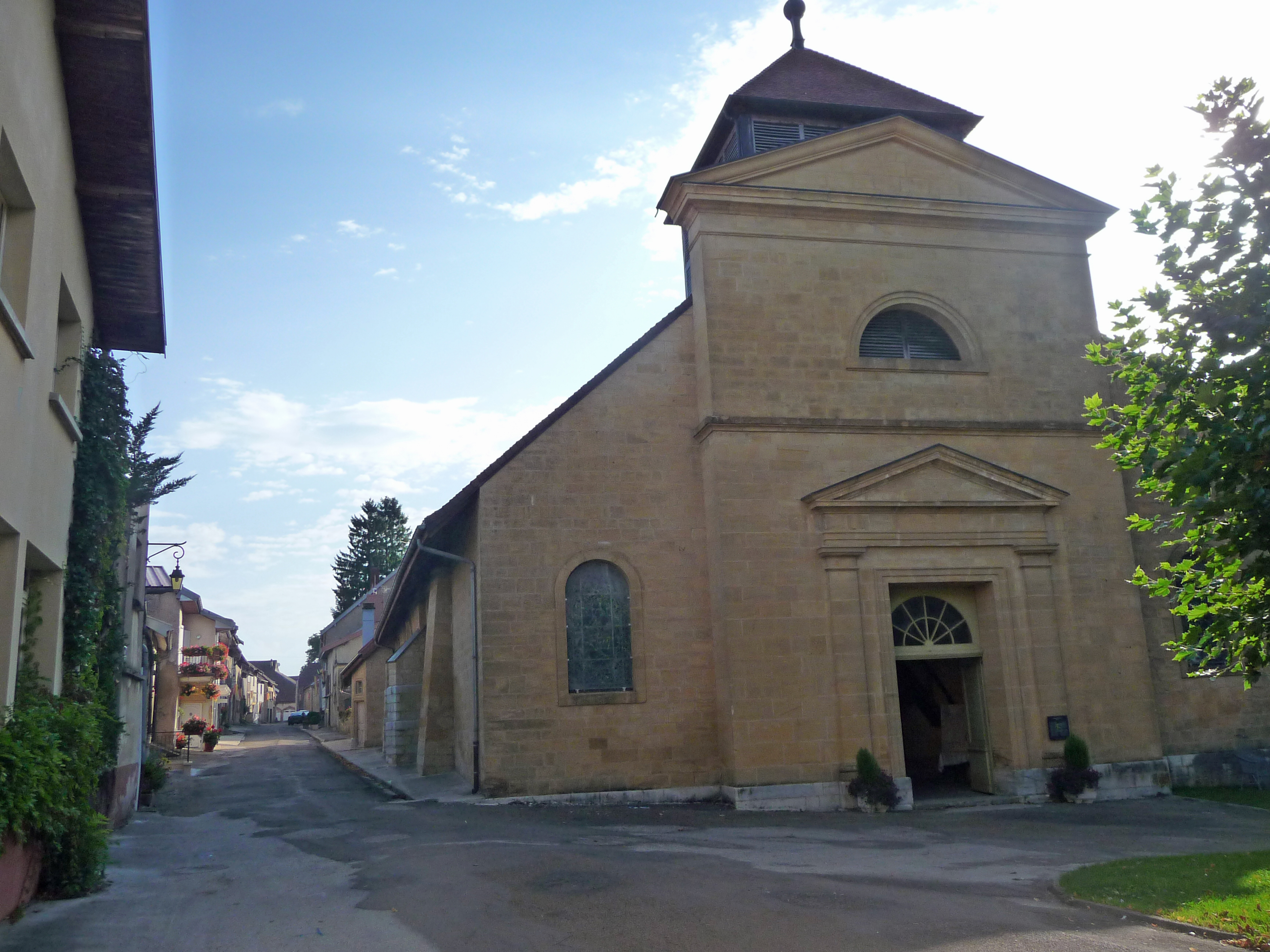
Collégiale Saint-Antoine de Nozeroy (XVe siècle).
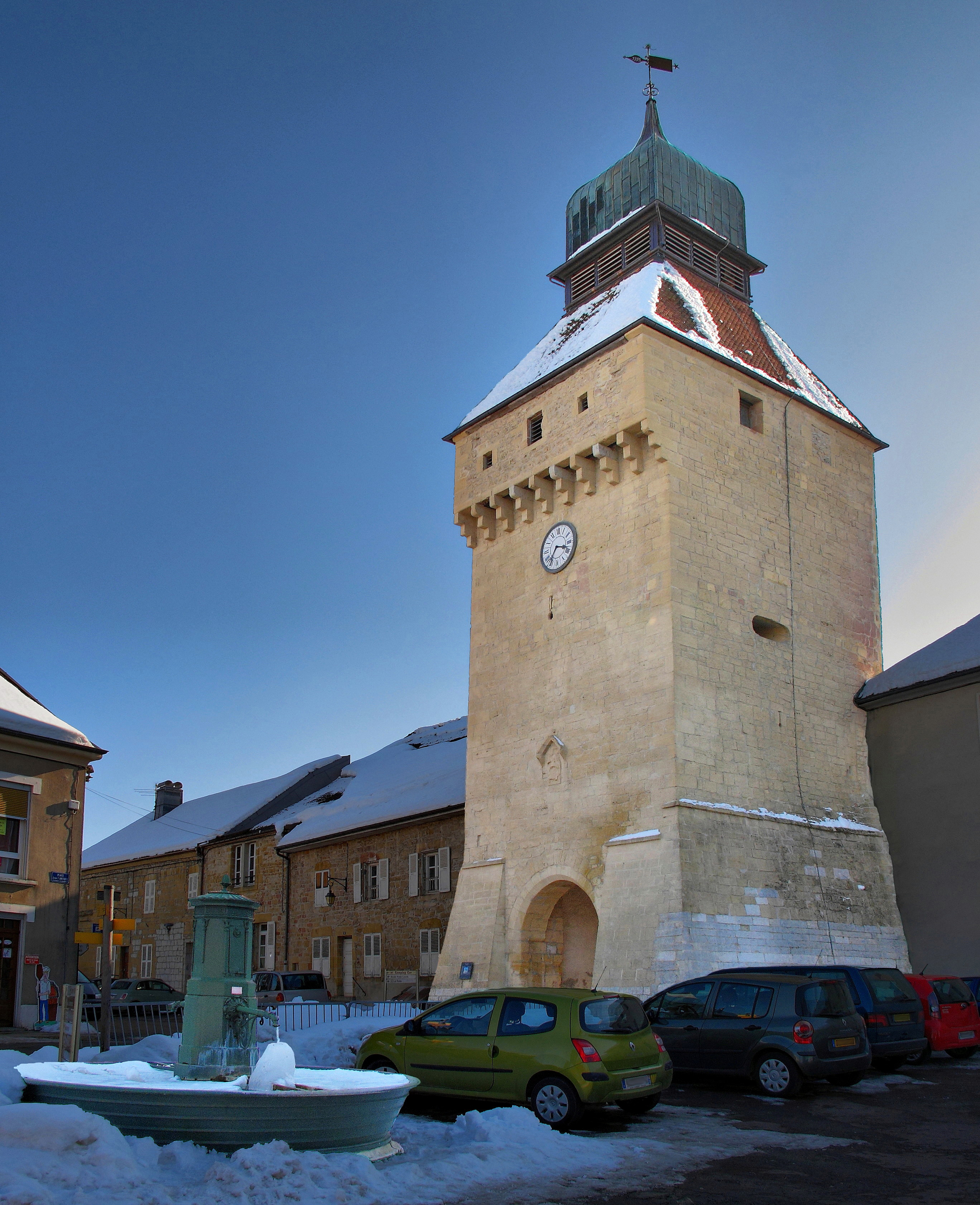
Porte de l'horloge.
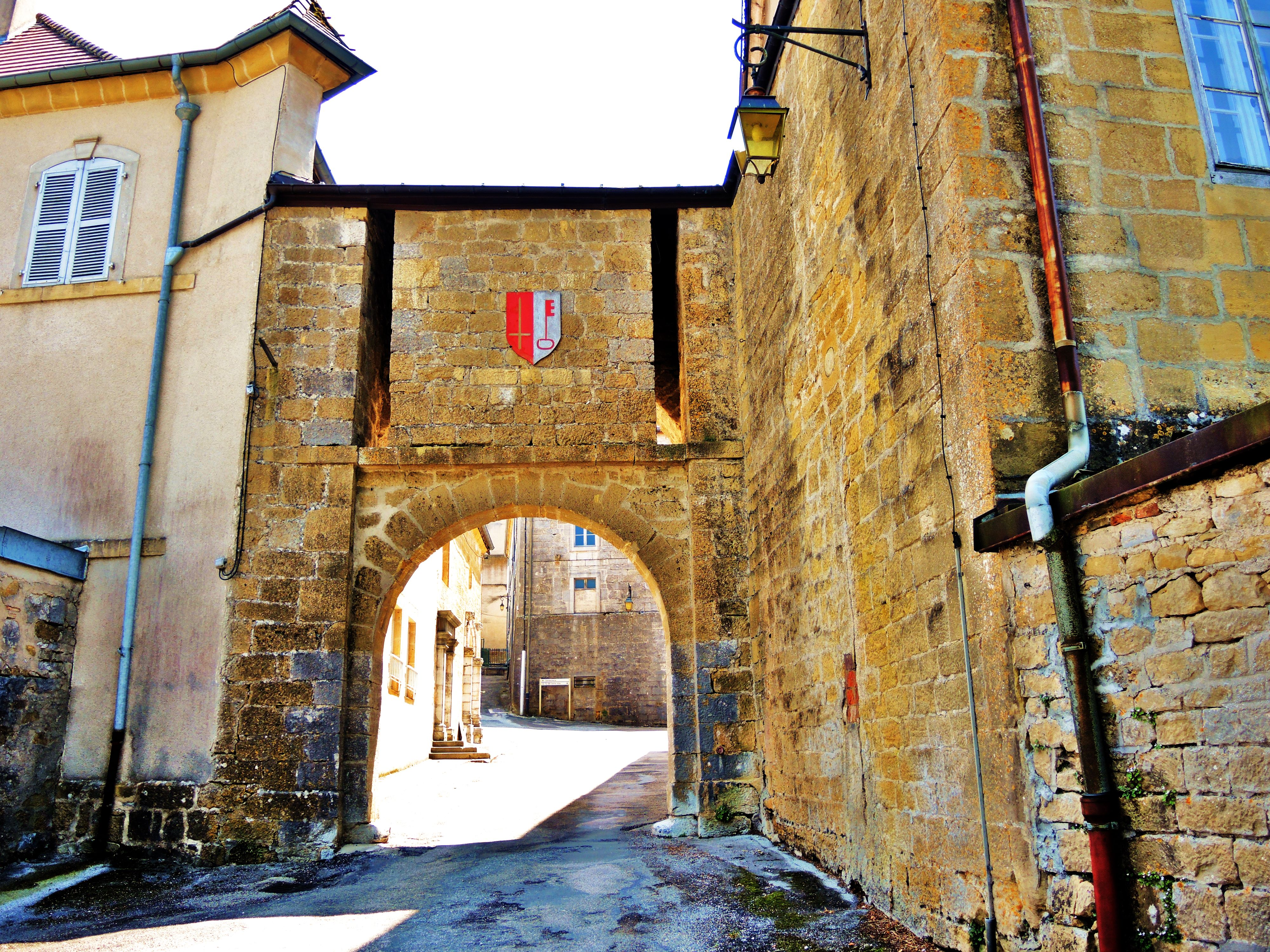
Porte Nods, médiévale.
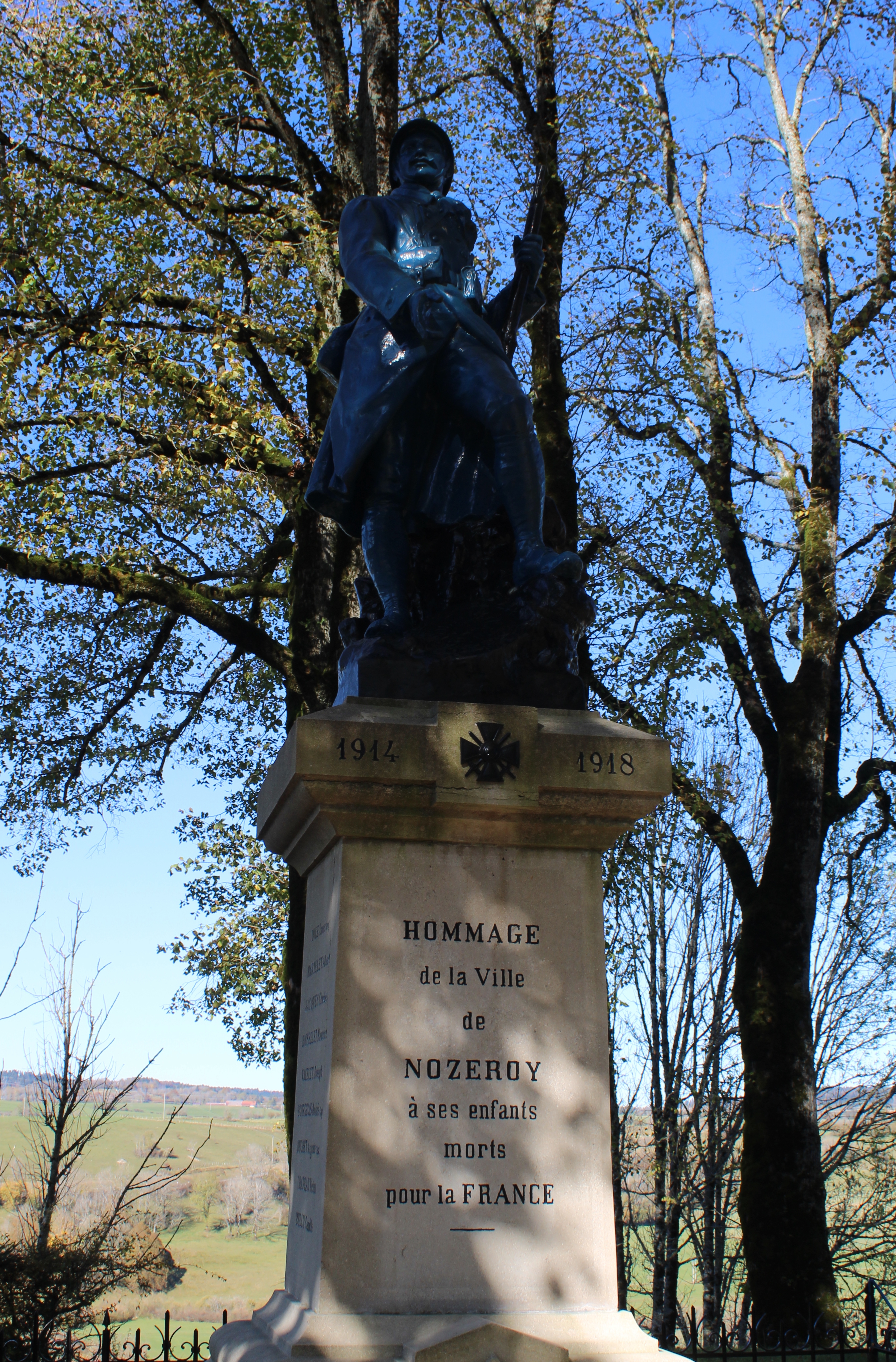
Le monument aux morts.

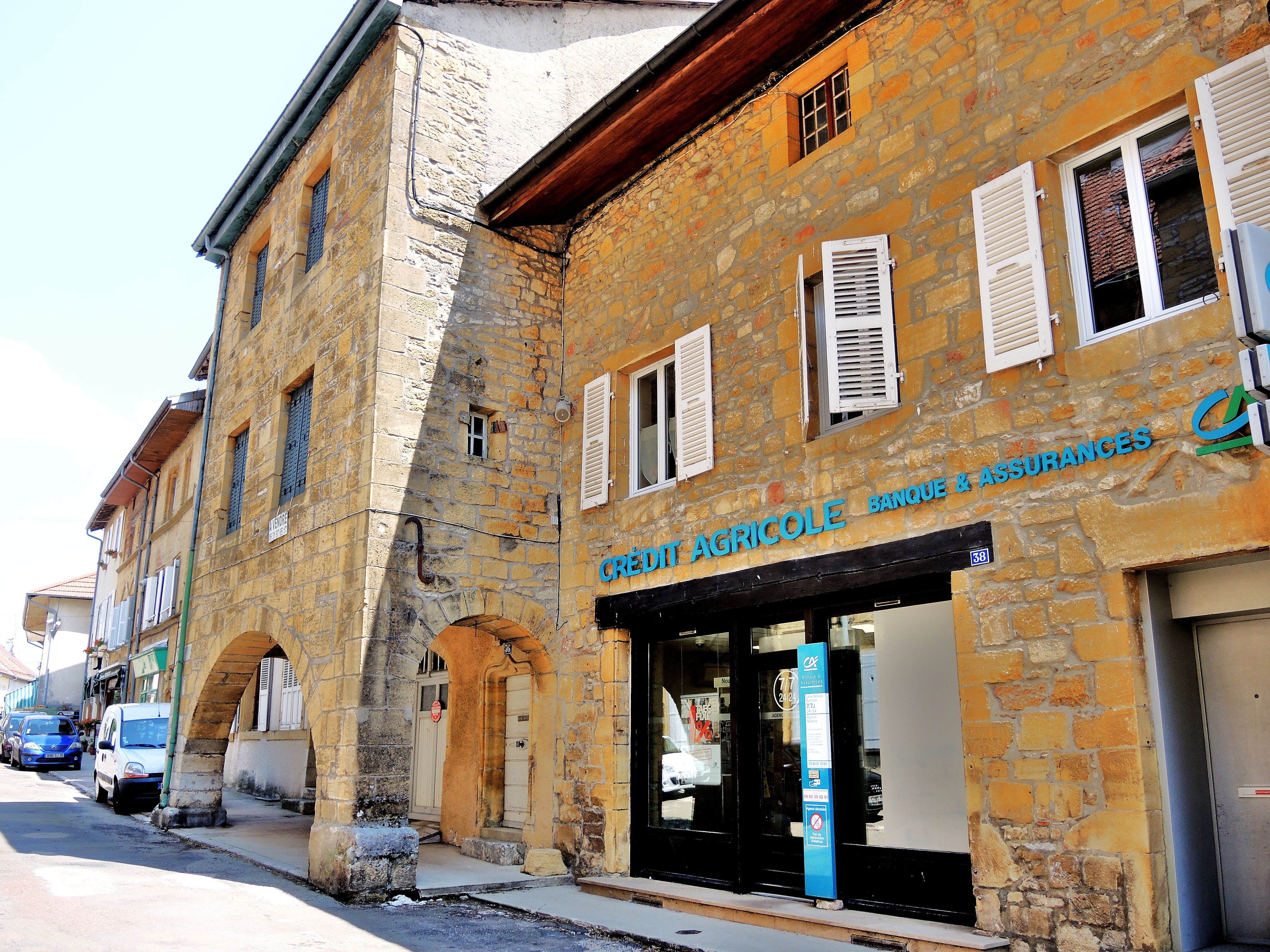
Maison à arcades.
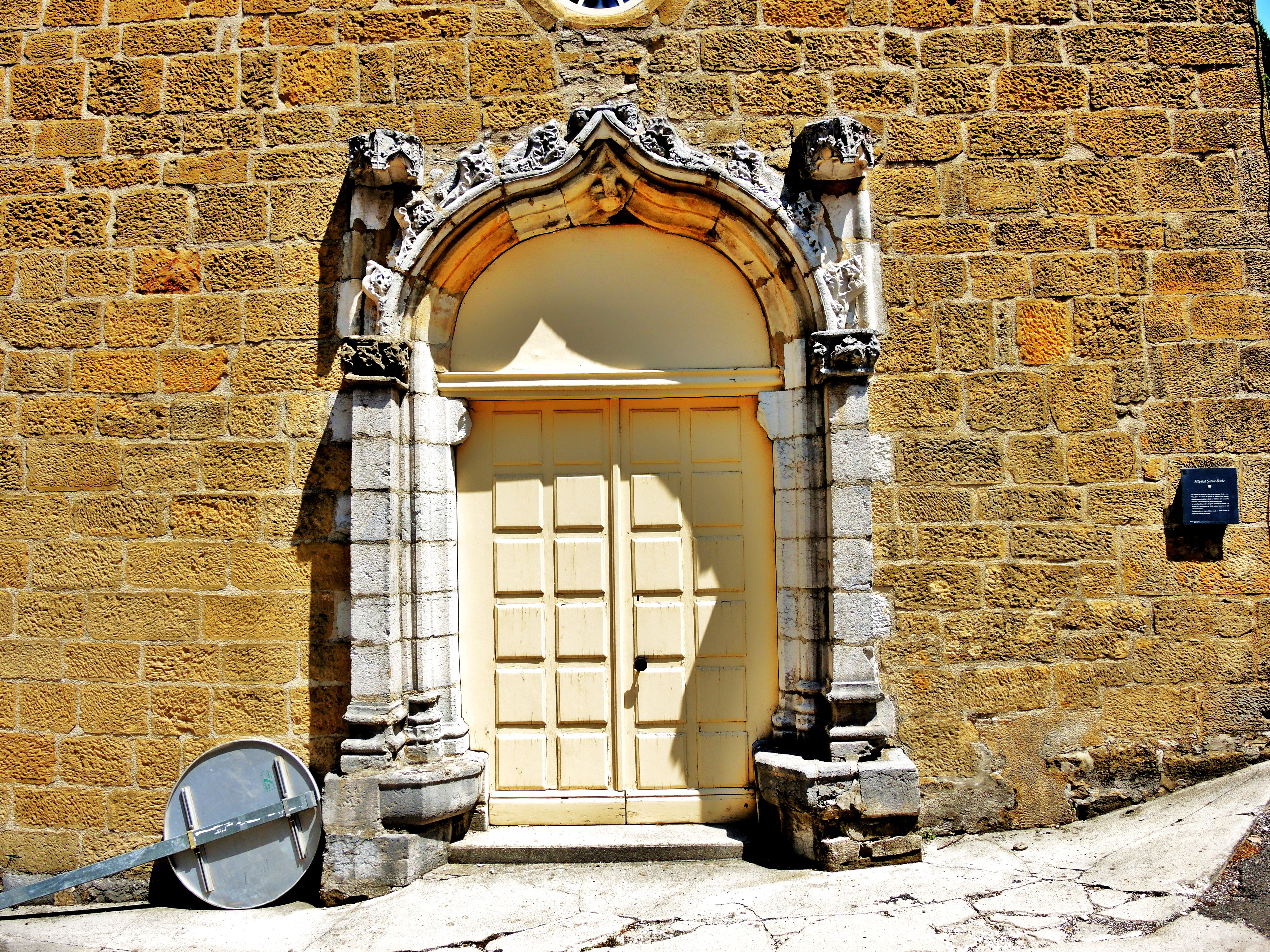
Porte de l'ancien hôpital sainte Barbe.
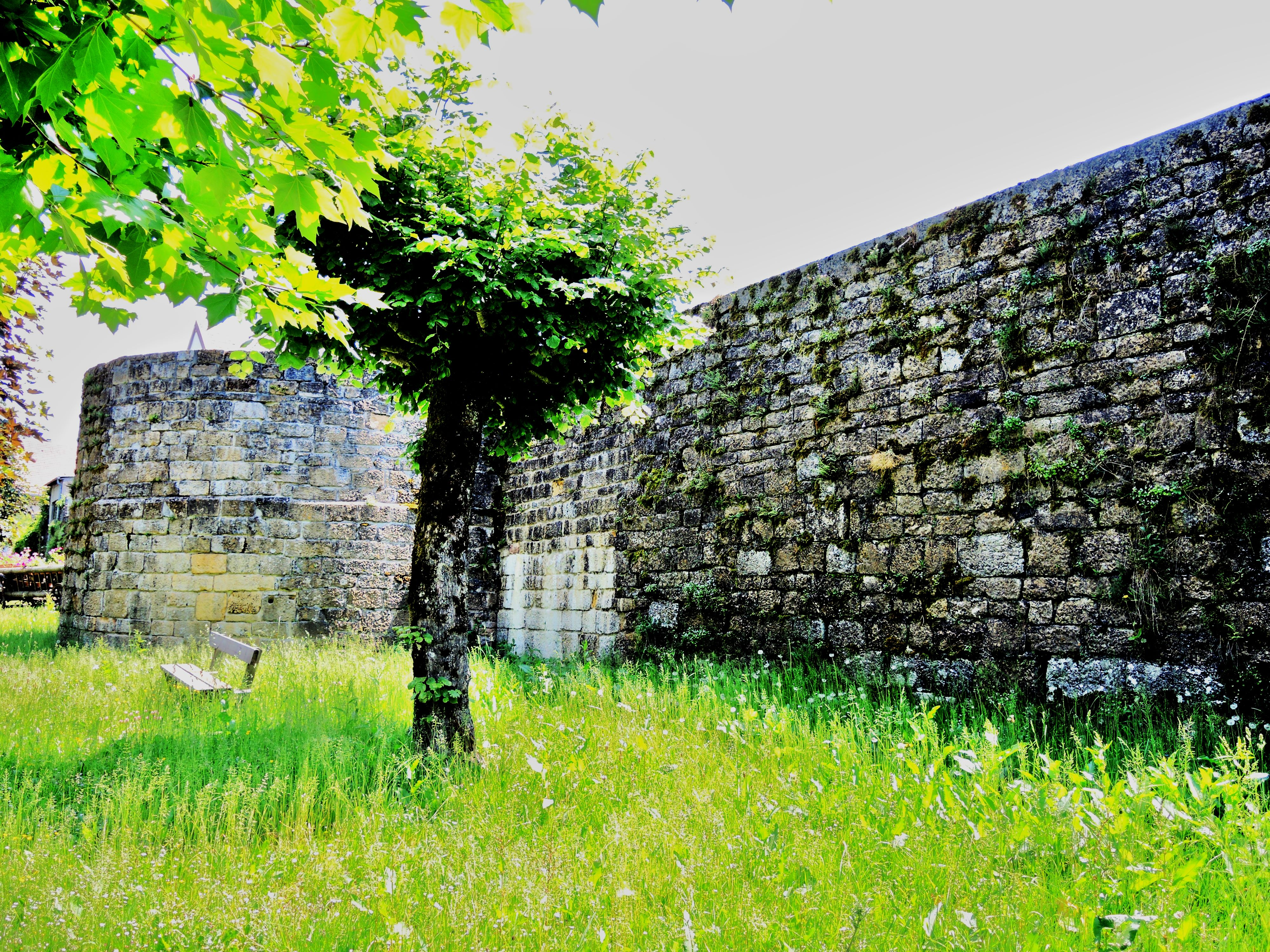
Mur de l'enceinte médiévale Ouest de la ville.
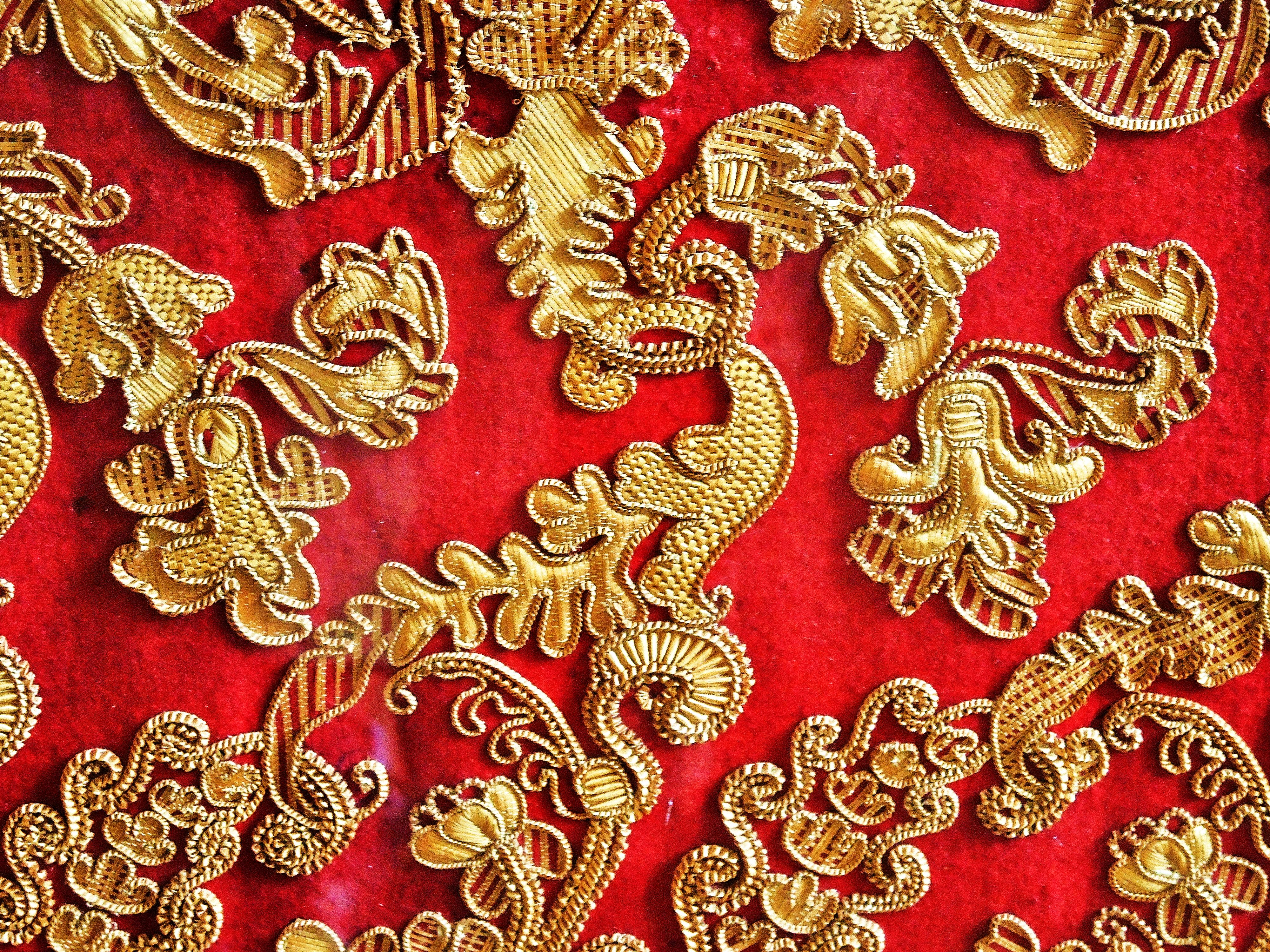
Détail d'une broderie de paille, dans l'église.
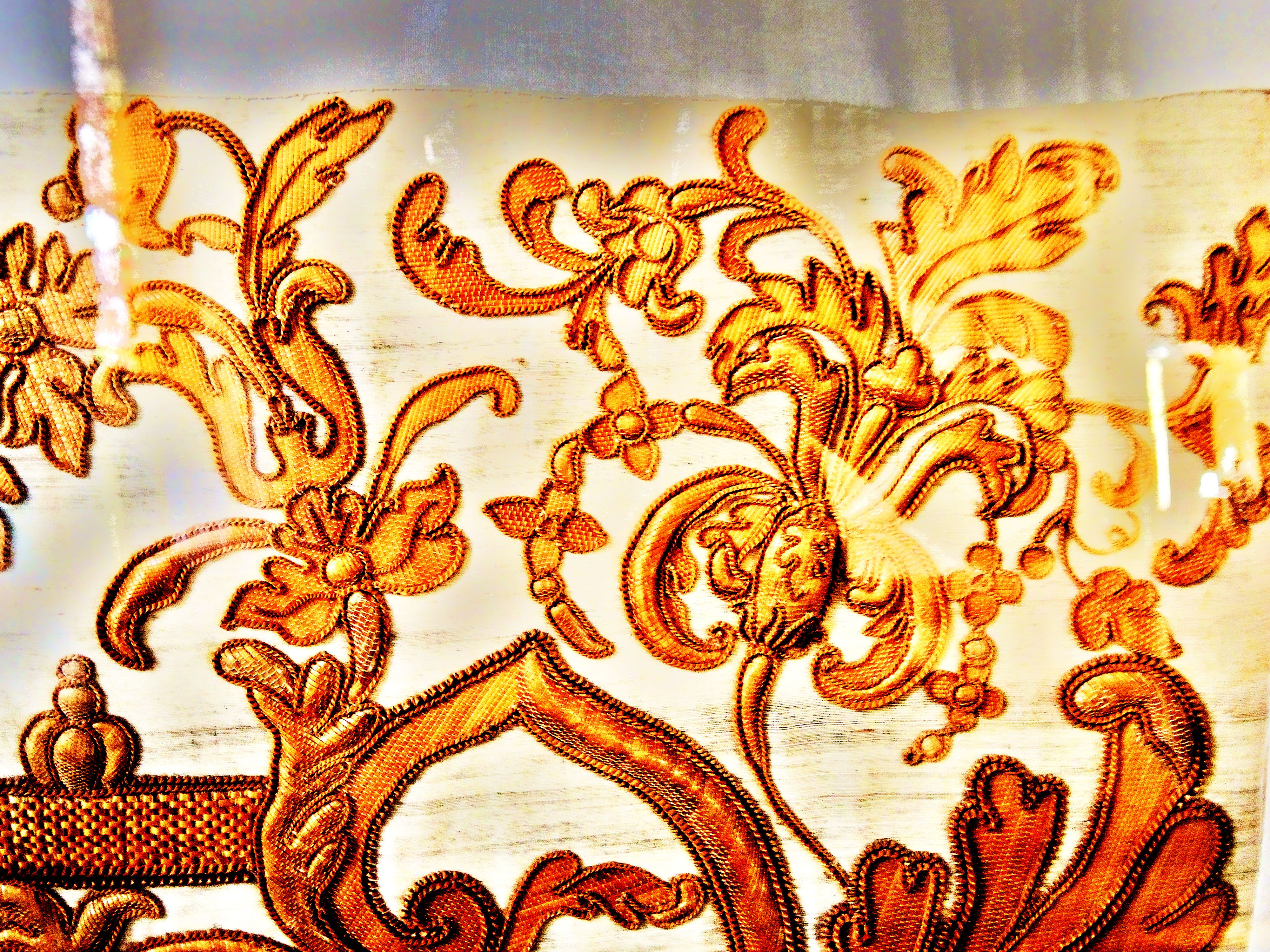
Détail d'une broderie de paille, dans l'église.

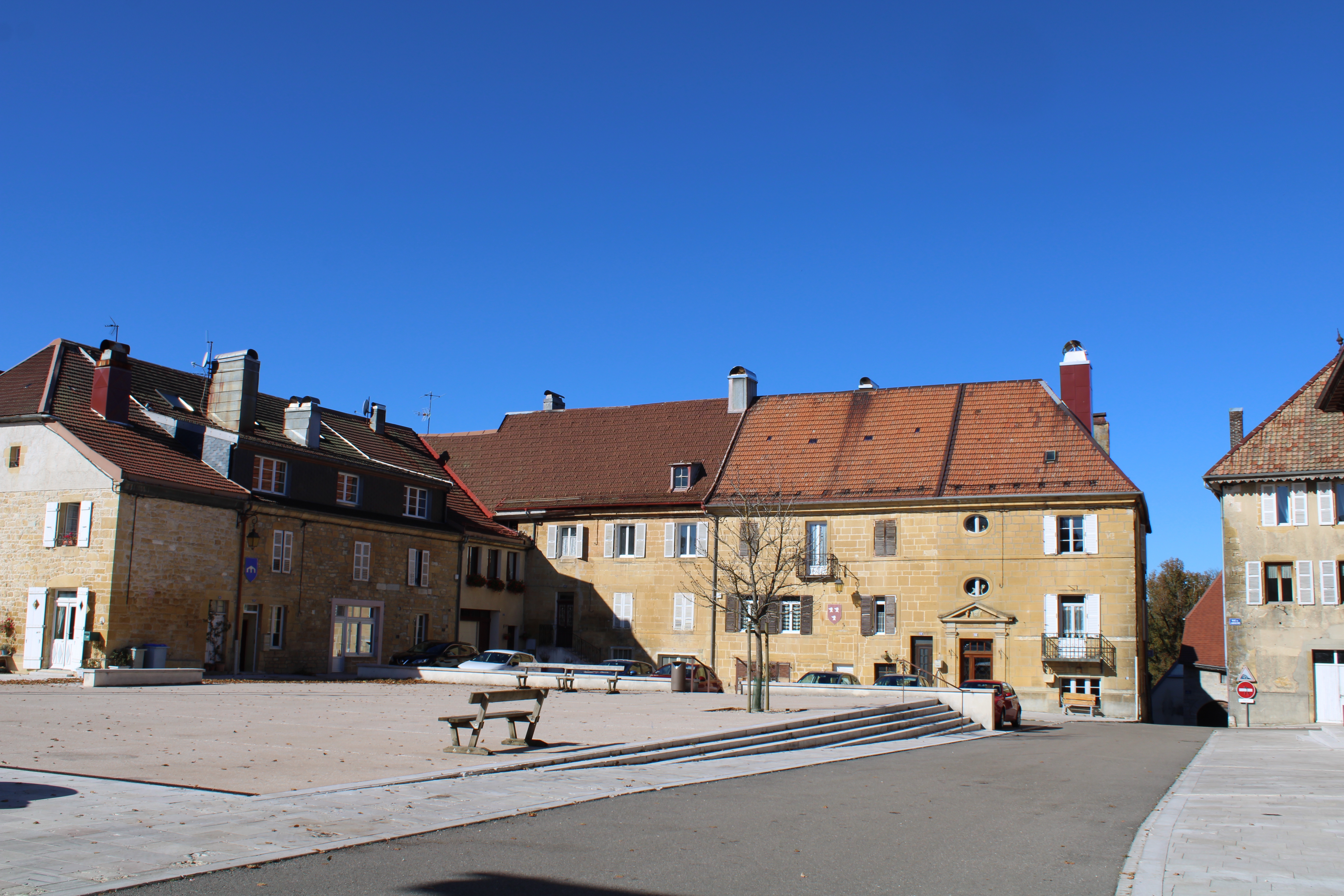
La Place des Annonciades.
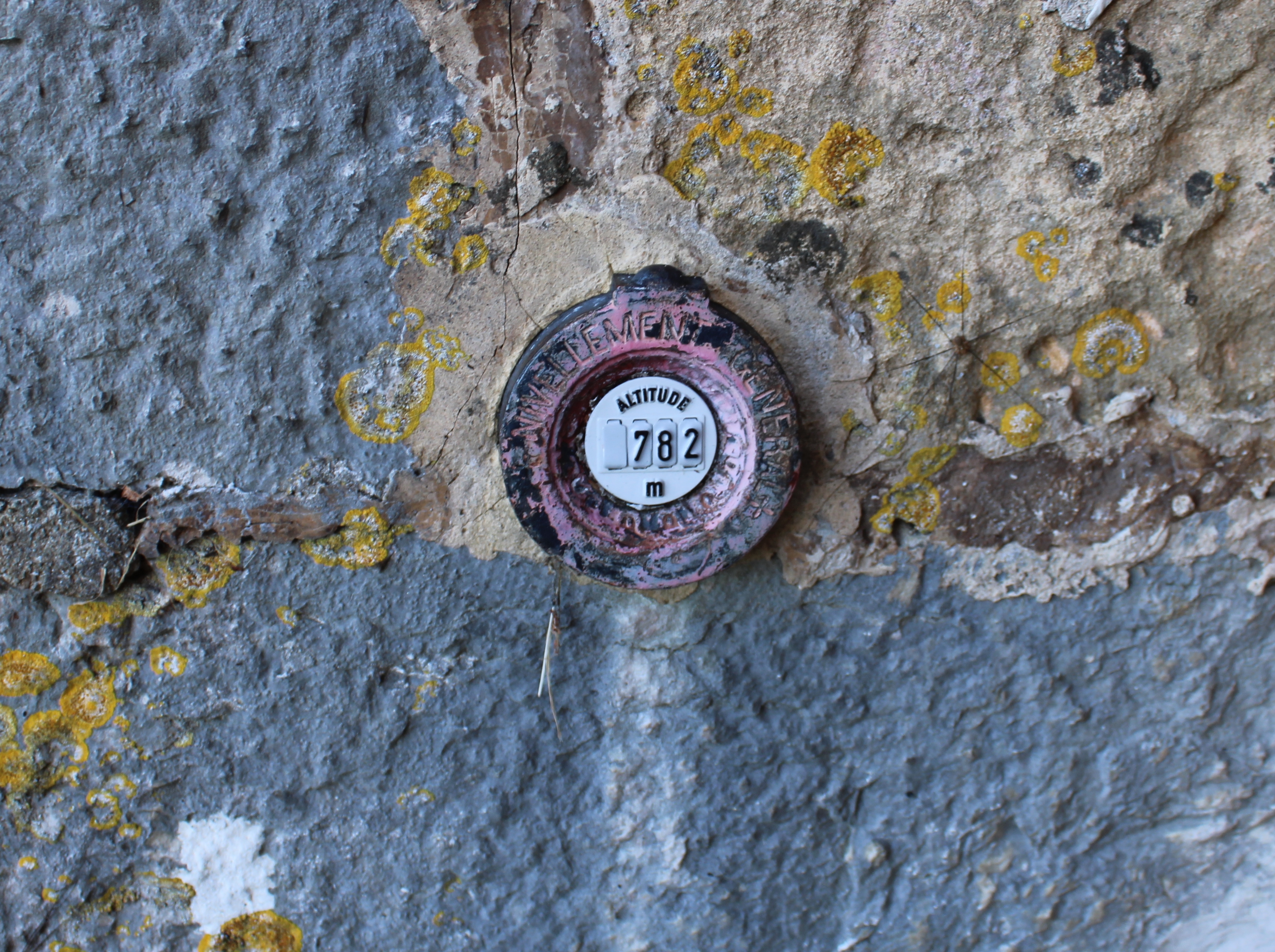
Borne d'altitude 782 m.
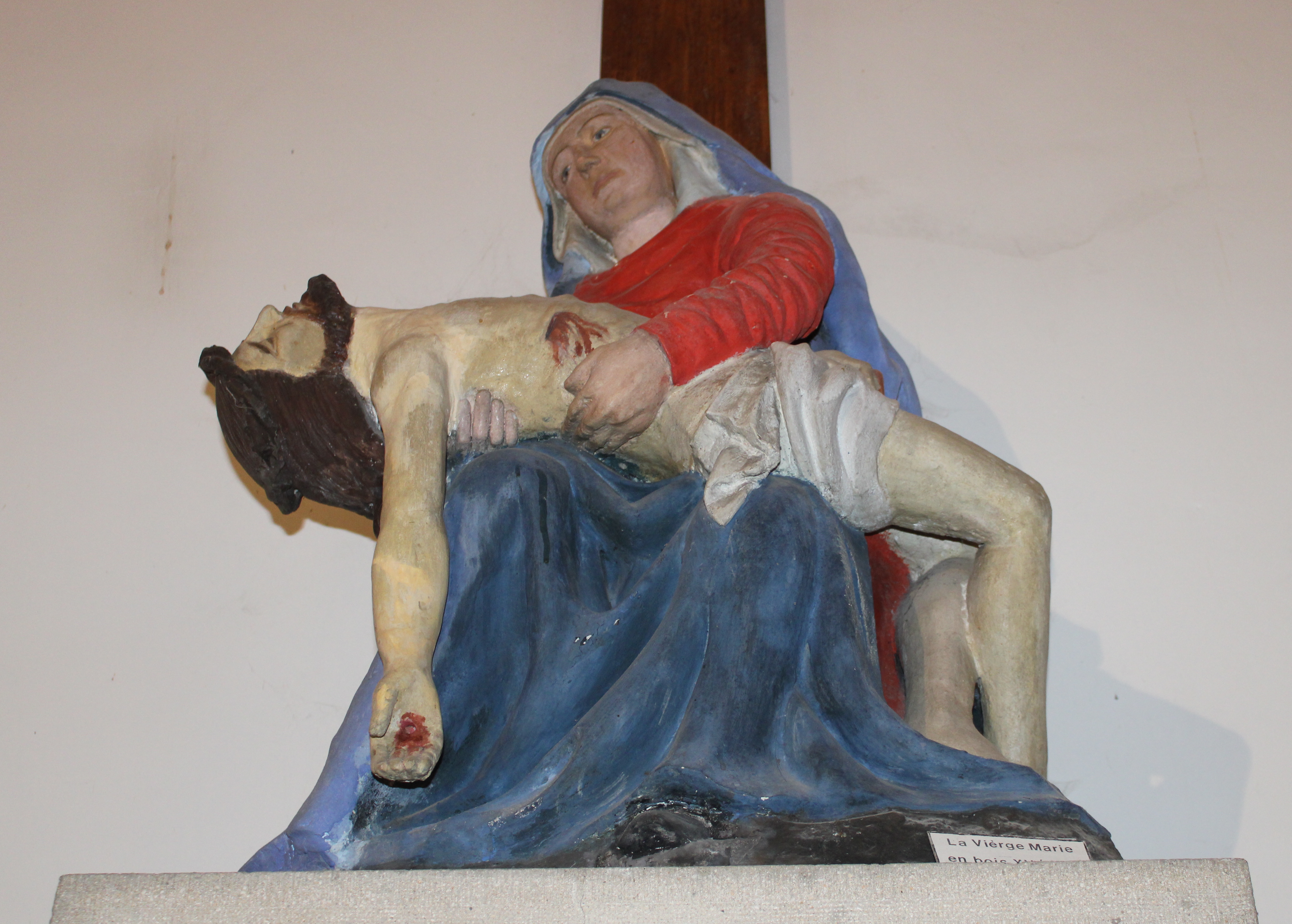
Collégiale Saint-Antoine Pieta en bois polychrome du XVIIè.
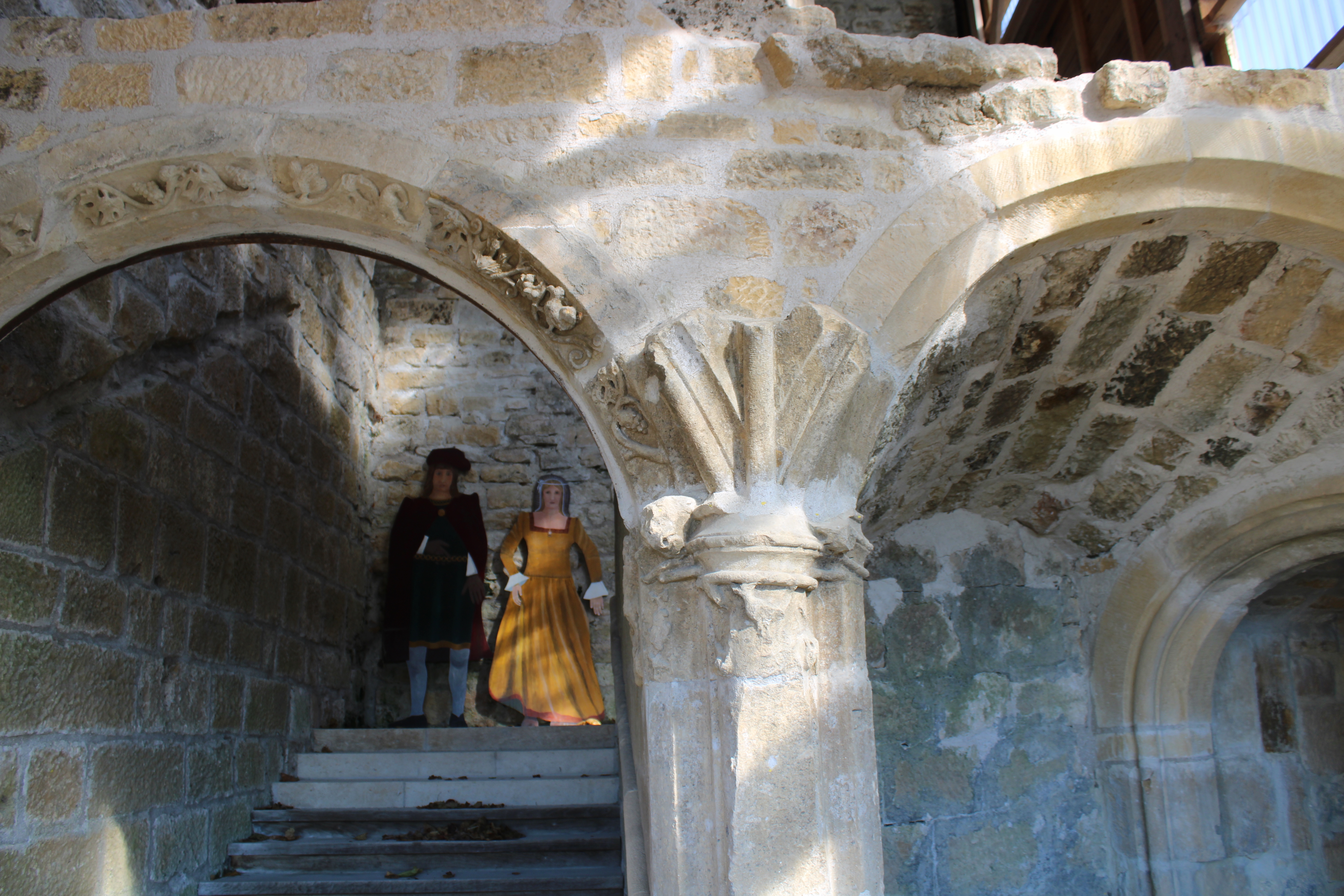
Vestiges du château de Nozeroy.
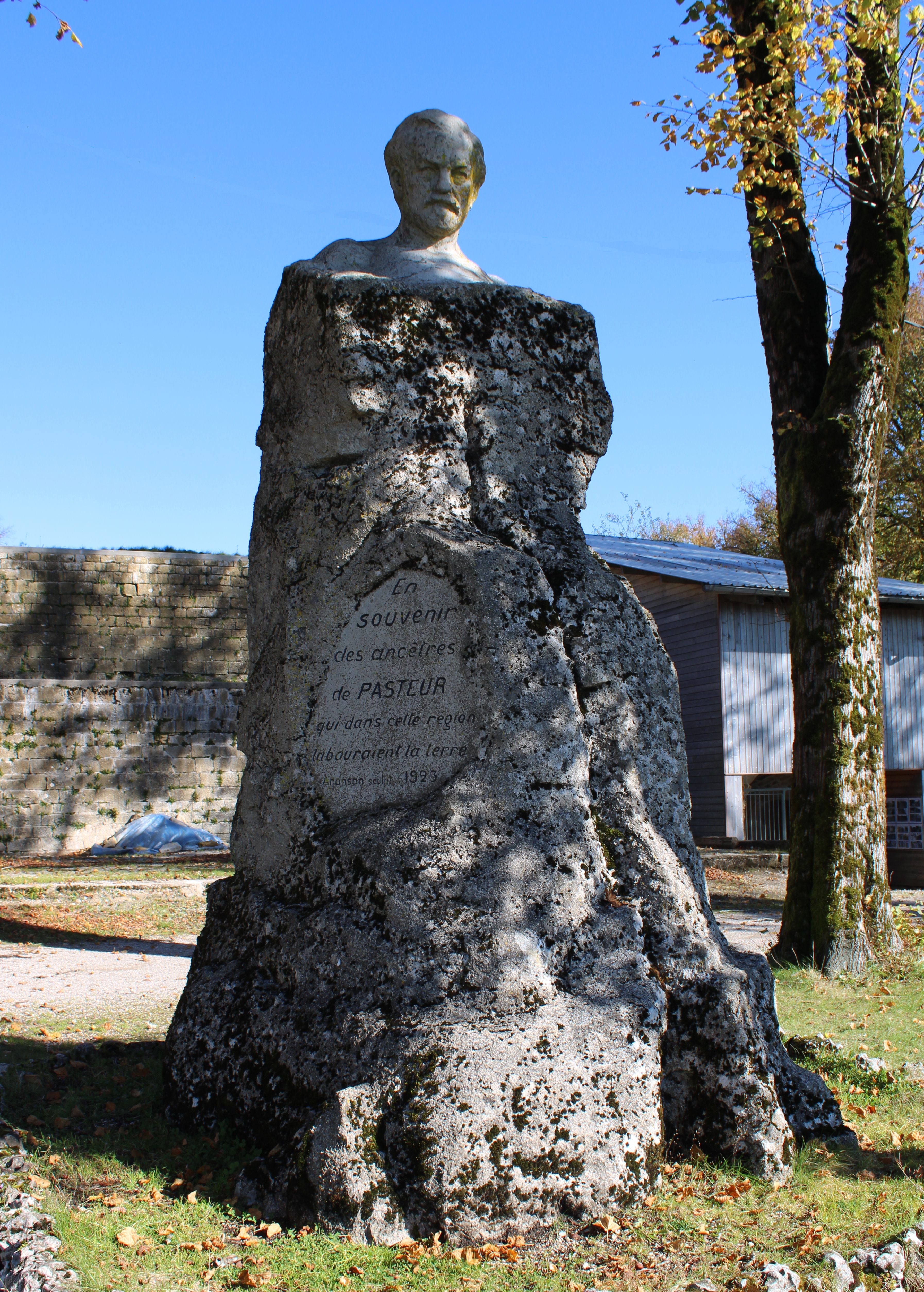
Buste de Louis Pasteur.

### Lieux
- La cascade du moulin du saut sur la Serpentine présente une chute de 15m de hauteur et les vestiges de l'ancien moulin.
- La source de l'Ain où l'eau surgit sous forme d'une exsurgence.

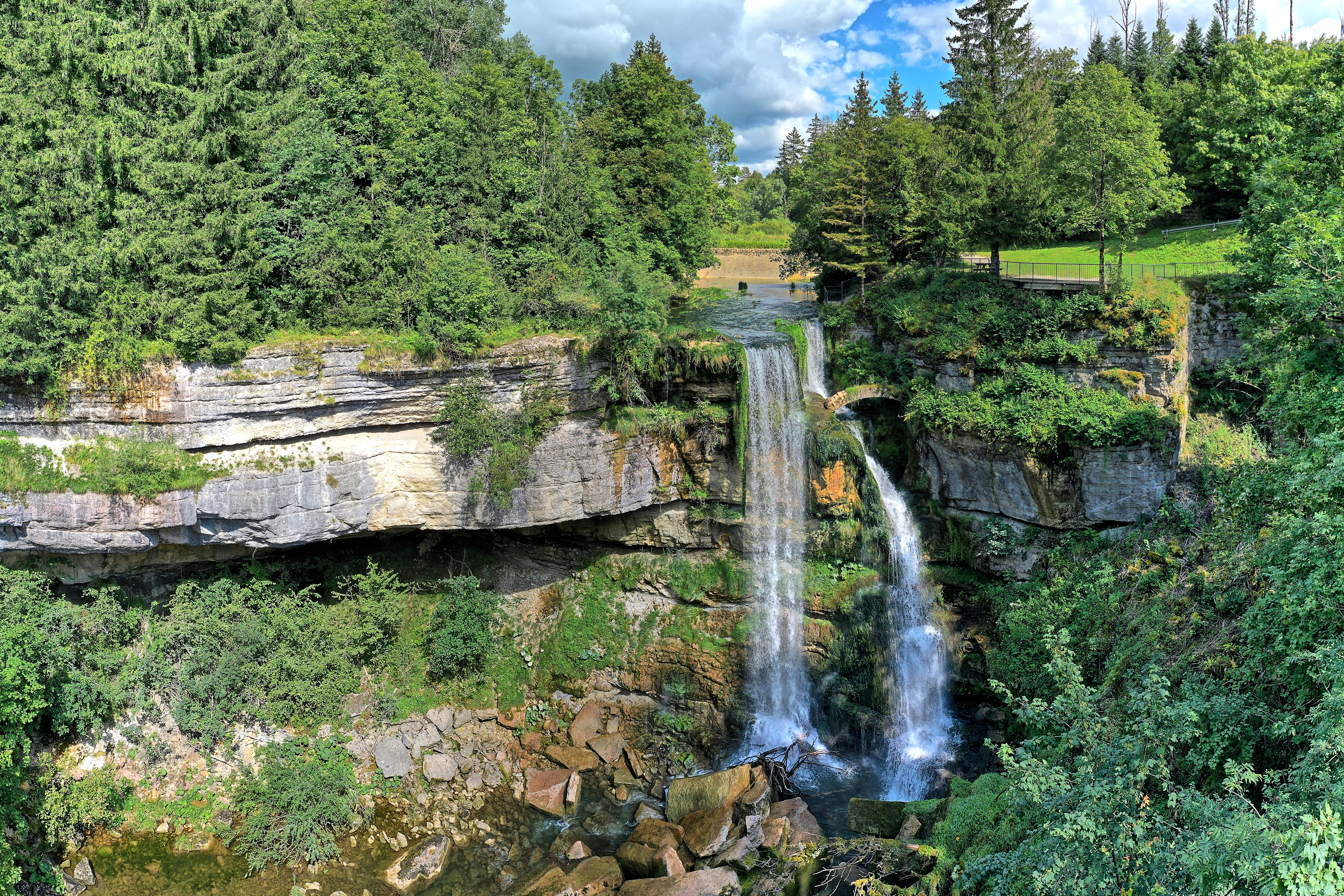
La cascade du moulin du saut.
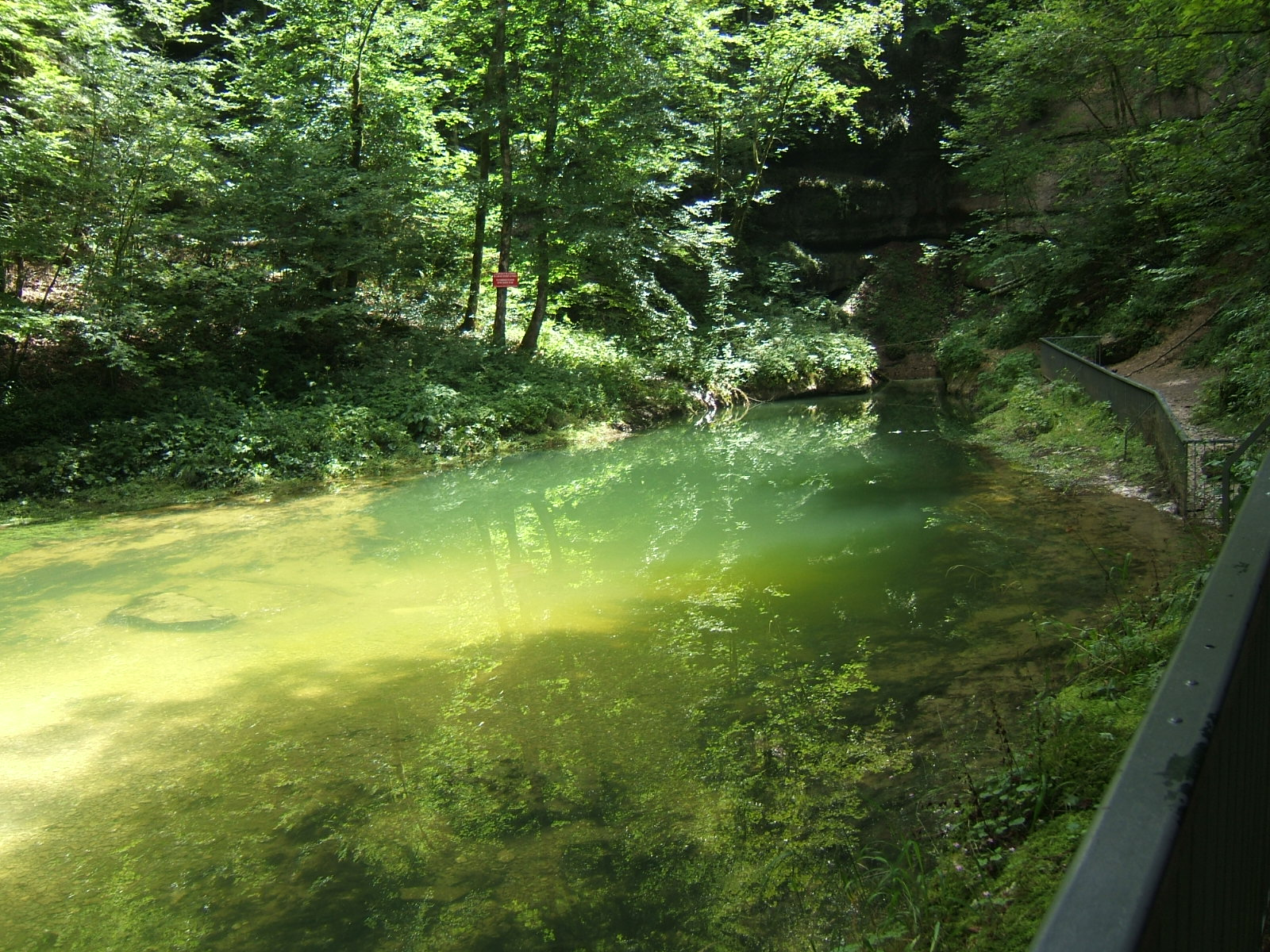
La source de l'Ain.

### Fêtes
- Depuis 1986 a lieu, chaque année, le quatrième dimanche de juillet, une fête sous le nom « L'assaut des remparts », qui met en avant la culture et les traditions locales.
- En 2007, du vendredi 29 juin au 2 juillet, la cité a mis à l'honneur Gilbert Cousin né en 1507 à Nozeroy.
- Le premier week-end de juin, la fête patronale a lieu avec des manèges et diverses animations.
- Le 24 décembre, le Père Noël descend de la tour de l'horloge et des balades en calèches sont organisées.

### Personnalités liées à la commune
- Maison de Chalon, seigneurs, à partir de Jean Ier le Sage, puis la tige des Chalon-Arlay.
- Hugues III de Chalon-Arlay (1449-1490), décédé au château de Nozeroy,
- Loyse de Savoie (1462-1503), dame de Châtel-Guyon puis clarisse. Béatifiée.
- Gilbert Cousin (1507-1572), dit Gilbertus Cognatus, humaniste et secrétaire particulier d'Érasme
- Claude Luc (v1510-v1590), graveur et poète comtois. Bailli de Nozeroy
- Hugues Cousin (le vieux) (1511 - v1580), militaire au service de Charles Quint. Frère de Gilbert Cousin
- Hugues Cousin (le jeune) (1515 - v1600) militaire et cartographe, frère des précédents
- Roland de Montrichard (1590-1641) gouverneur de Nozeroy lors de son siège en 1639
- Alexandre Xavier Panel (1699-1777), jésuite et numismate.
- Jean-Nicolas Démeunier (1751-1814), homme politique, député du tiers aux États généraux, essayiste, auteur de plusieurs essais historiques, politiques et moraux, et de nombreuses traductions de livres de voyage anglais. Il repose au Panthéon de Paris.
- Jean-Marie Sermier (né en 1961), homme politique.
- Claude-François-Favrot (1769-1804) Né et décédé à Nozeroy. Médecin militaire de l'armée du Rhin. Inhumé derrière le mausolée de Pajol.
- Joseph-Angélique-Sébastien Regnault (1776-1827). Né à Nozeroy. Polytechnicien et l'un des 167 savants qui accompagne Bonaparte en Égypte ; devenu diplomate.
- Pierre Claude Pajol (1772-1844), général d'Empire et homme politique français est inhumé au chevet de l'église de Nozeroy.

### Particularités
Les édifices anciens sont construits en pierre jaune de Molpré, proche de la pierre jaune de Neuchâtel avec des teintes plus uniformes.